# واين غارلاند
واين غارلاند (بالإنجليزية: Wayne Garland)‏ هو لاعب كرة قاعدة أمريكي، ولد في 26 أكتوبر 1950 في ناشفيل في الولايات المتحدة.

## وصلات خارجية
- واين غارلاند على موقع دوري كرة القاعدة الرئيسي (الإنجليزية)
- واين غارلاند على موقعبيزبول رفرنس.كوم (الدوري الرئيسي) (الإنجليزية)
- واين غارلاند على موقعبيزبول رفرنس.كوم (الدوري الثانوي) (الإنجليزية)
- واين غارلاند على موقع إي إس بي إن.كوم (أم.أل.بي) (الإنجليزية)
- واين غارلاند على موقع مشجعي الرسوم البيانية (الإنجليزية)